# Canopus I (foguete)
O Canopus I, foi o primeiro modelo da terceira família de foguetes de sondagem fabricados na Argentina, seu principal objetivo
era servir como primeiro estágio de um foguete ainda maior que usaria como segundo estágio, o foguete Orión II. Esse foguete no entanto, não chegou a ter
uso operacional, fazendo parte apenas de um programa de ensaios estáticos. O primeiro ocorreu em novembro de 1966 e o segundo em julho de 1967, ambos com 
sucesso.

## Especificações
- Número de estágios: 1
- Massa total: 276 kg
- Altura: 4,00 m
- Diâmetro: 28 cm
- Carga útil: 40 kg
- Apogeu: 100 km